# 桃園市立經國國民中學
桃園市立經國國民中學（Jingguo Junior High School），簡稱經國國中，位於桃園市桃園區經國特區，2007年正式招收學生。第三期校舍已於2009年12月31日完工，並在2010年正式啟用。

## 歷史發展

### 校園演變
- 2005年：桃園縣政府於文昌國中成立桃園縣立經國國民中學籌備處。
- 2007年：桃園縣立經國國民中學成立，正式招收第一屆國一新生。
- 2011年：奉准設立多元學習中心。
- 2014年：12月25日，因應桃園縣升格改制為直轄市，更名為桃園市立經國國民中學。

### 歷任校長

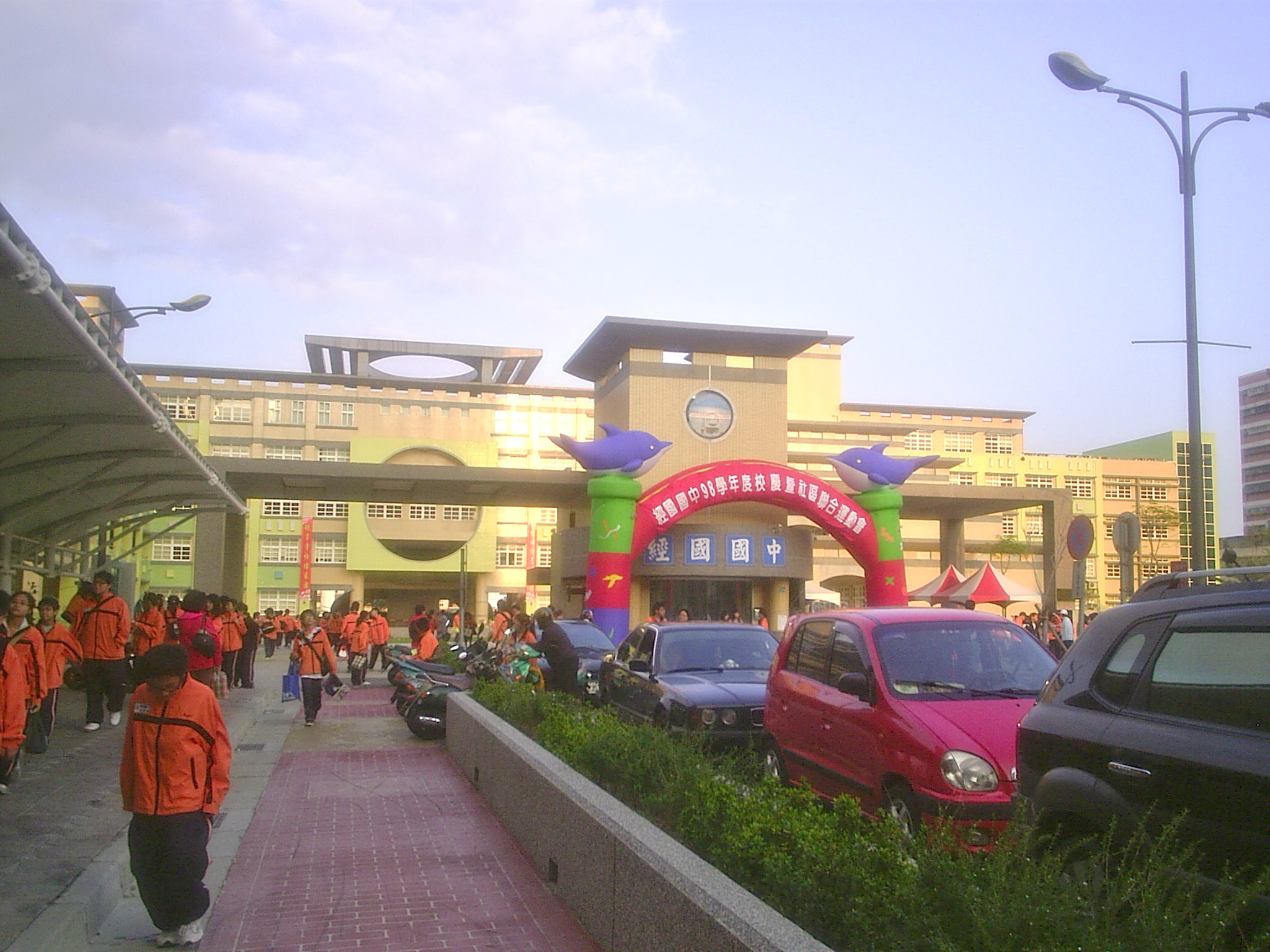
經國國中大門（攝於2009年運動會兼校慶）

| 任期 | 姓名       | 任職日期  | 離職日期  | 備註                                                               |
| ---- | ---------- | --------- | --------- | ------------------------------------------------------------------ |
| 1    | 李麗卿女士 | 2005年8月 | 2013年7月 | 原桃園縣立文昌國民中學校長轉任，任內退休。                         |
| 2    | 陳雅玲女士 | 2013年8月 | 2019年7月 | 原桃園縣立南崁國民中學總務主任升任，調任桃園市立大溪國民中學。     |
| 3    | 林世倡先生 | 2019年8月 | 2023年7月 | 原桃園市立新屋高級中等學校總務主任升任，調任桃園市立大竹國民中學。 |
| 4    | 陳新文先生 | 2023年8月 | 現任      | 原桃園市立中興國民中學總務主任升任。                               |

## 學區
自強里，新埔里，莊敬里（第1－4、8－10、16、20－21鄰）、汴洲里（第1－4、18、20－22、25、29－30、32-35鄰）、莊敬里（第5－7、12－15、17－19、22－23鄰）【為經國、慈文國中共同學區】、同安里（第10－15鄰）、經國里（第3、5-9、10【同安街178號〈含〉至340號】、11鄰）【為文昌、經國國中共同學區】、汴洲里（第5、7、8、19鄰）【為經國、會稽國中共同學區】、莊敬里（第11－24鄰）【為經國、同德、慈文國中共同學區】。

## 學校週邊
- 敏盛綜合醫院
- 家樂福經國店
- 同安國小
- 莊敬國小
- 新埔國小

## 外部連結
- 桃園市立經國國民中學 （页面存档备份，存于）
- 經國國中籃球隊專頁